# 베트남의 정치인 목록

## 가
- 까오반비엔

## 나
- 녕손

## 다
- 담지몽
- 당비엣쩌우
- 또흐우
- 또히엔타인
- 똔텃티엔

## 라
- 라쑤언오아이
- 레반호악

## 마
- 머우주도

## 바
- 박동온
- 뷔따한
- 브엉딘후에

## 사
- 쑤언투이

## 아
- 어우즈엉런
- 응오쑤언록
- 응우옌꾸옛
- 응우옌닥빈
- 응우옌르엉방
- 응우옌바껀
- 응우옌반떰
- 응우옌반쑤언
- 응우옌반티에우
- 응우옌반틴
- 응우옌빈키엠
- 응우옌쑤언오아인
- 응우옌응옥터
- 응우옌찌프엉
- 응우옌카인
- 응우옌티빈
- 응우옌판롱
- 응우옌푹브우록
- 응우옌흐우토

## 자
- 즈엉반민
- 즈엉푹뜨
- 쩐득르엉
- 쩐반흐엉
- 쩐반흐우
- 쩐티엔키엠
- 쯔엉찐
- 찌에우무이나이
- 찌에우시러우
- 찐딘중

## 타
- 턴까인푹
- 트엉찌에우

## 파
- 판반카이
- 판칵스우
- 판후이꾸앗
- 풍꽝타인

## 하
- 후인떤팟
- 흠진상
- 호응우옌쯩